# Карри, Арчи
Арчибальд Кэмпбелл (Арчи) К. Карри (англ. Archibald Campbell K. Currie, 5 января 1933, Крайстчёрч, Новая Зеландия) — новозеландский хоккеист (хоккей на траве), нападающий.

## Биография
Арчи Карри родился 5 января 1933 года в новозеландском городе Крайстчёрч.
В 1956 году вошёл в состав сборной Новой Зеландии по хоккею на траве на Олимпийских играх в Мельбурне, занявшей 6-е место. Играл на позиции нападающего, провёл 4 матча, забил (по имеющимся данным) 1 мяч в ворота сборной Сингапура.